# Декларација о називу и положају хрватског књижевног језика
Декларација о називу и положају хрватског књижевног језика je проглас којег су 1967. године објавили хрватски језикословци, незадовољни објављеним рјечницима и правописима у којима се језик, у складу са Новосадским договором, називао хрватскосрпским.
Споразум у Новом Саду није био по вољи хрватских лингвиста, па су га потписали они који не желећи јавно да се супротставе. Стога су издали Декларацију и изнели своје негативне погледе на Новосадски споразум. Документ је потписало 18 хрватских научних и културних институција, укључујући Матицу Хрватску, Друштво хрватских књижевника и Хрватско филолошко друштво.
Декларација је позив на спас хрватског идентитета и језика у контексту доминантног титоизма, али заправо означава почетак краја Југославије.
Хрватски језик за разлику од тзв. босански и црногорски језици имају историју, писане споменике и књижевну школу. Потоњи се своде на хрватску глагољицу и глагољашу. Покушаји сузбијања хрватског датирају из тзв. католичка пропаганда у српским земљама и стварање илирског језика почетком 17. века. А пратили су их илиризам у 19. веку. У 2019. години најављен је Дан хрватске глагољице и глагољаше.
У Загребу је поводом 45. годишњице Декларације објављен њен репринт уз попратну критичку анализу. На 50. годишњицу је у Загребу одржан дводневни састанак лингвиста на којем је састављена нова Декларација о заједничком језику која исправља неточну тврдњу у старој Декларацији да се нација и језик морају подударати.